# Ligue 1 (Algeria)
La Ligue 1 (in arabo الرابطة الجزائرية المحترفة الأولى لكرة القدم‎?, "primo campionato calcistico algerino"), conosciuta fino al 2010 come Championnat National 1, è la massima divisione del campionato algerino di calcio. Istituita nel 1962, è insieme alla Ligue 2 una delle due divisioni calcistiche professionistiche dell'Algeria, stato in cui il professionismo vige dal 2010. È costituita da 16 squadre.
Insieme alla Ligue 2, è controllata dalla Ligue de Football Professionnel (LFP).
La squadra più titolata è il JS Kabylie, vincitrice di 14 campionati.

## Storia
I campionati algerini su base regionale si disputarono sino agli anni '50 del XX secolo, con campionati locali ad Algeri, Costantina e Orano, che poi confluivano in play-off nazionali, il primo dei quali si tenne nel 1904, per decretare la squadra campione nazionale. Dal 1920 al 1956 la squadra laureatasi campione d'Algeria disputava il campionato dell'Africa settentrionale insieme alle squadre campioni del Marocco e della Tunisia. Dal 1957 al 1962 tale campionato dell'Africa del nord non vide la partecipazione dei club marocchini e tunisini (avendo Marocco e Tunisia ottenuto l'indipendenza) e fu organizzato come "campionato algerino".
Nel 1962, con l'indipendenza dell'Algeria dalla Francia, anche il calcio locale si affrancò dal giogo francese e fu istituito il primo campionato nazionale algerino. Nel 1963-1964 fu creata la Division Honneur  (divisione d'onore), che, a differenza della stagion e precedente, prevedeva un solo gruppo di squadre per ogni regione.
Dopo due stagioni in cui si giocarono tornei regionali e un torneo finale su base nazionale, la federcalcio algerina optò per una nuova riforma del campionato, che nel 1964-1965 si trasformò in un girone unico in cui si sfidavano le sedici migliori squadre del paese, selezionate raggruppando le cinque migliori squadre del campionato di Algeri, le sei migliori di Costantina e le cinque migliori di Orano.
Dal 1965 al 1970 il torneo fu dominato dal CR Belcourt, poi divenuto CR Belouizdad, che vinse quattro titoli ed ebbe le principali rivali nell'ES Sétif e nell'MC Oran, giunto al successo per la prima volta nel 1970-1971, dopo aver perso per un soffio il titolo del 1968-1969 e specialmente quello del 1967-1968.
Negi anni '70 il campionato conobbe l'ascesa dell'MC Alger, che pure aveva subito la retrocessione nel 1964-1965. Dopo tre anni, la squadra riguadagnò la massima serie e in otto anni, fino al 1979, vinse cinque titoli nazionali, di cui due consecutivi, suggellando la memorabile annata 1975-1976 con il treble costituito dalle vittorie del campionato, della Coppa d'Algeria e della Coppa dei Campioni d'Africa. L'altra squadra egemone in questo decennio fu la JS Kabylie, vincitrice di quattro titoli dal 1972 al 1980. Fu, questa, la decade in cui il campionato algerino si arricchì di allenatori stranieri, per lo più francesi.
Gli anni '70 furono anche il decennio in cui il Ministero della gioventù e dello sport attuò una riforma al fine di conferire stabilità finanziaria ai club e di svilupparli in senso professionistico, rendendoli autonomi e dotati di un proprio centro di allenamento. Importante fu in quest'ottica il ruolo svolto dagli sponsor, che spesso diedero il nome ai club che sostenevano (ad esempio la JS Kabylie fu ridenominata Jamiat Sari Kawkabi dal 1974 al 1977 e Jeunesse électrique de Tizi-Ouzou dal 1977 al 1989).
Gli anni '80, decennio proficuo per il calcio algerino, che ottenne risultati importanti anche a livello di nazionale e con i club impegnati nelle coppe internazionali, videro la prosecuzione del dominio della JS Kabylie (JSK), ora Jeunesse Électronique de Tizi-Ouzou (JET). Sotto la guida dell'allenatore polacco Stefan Zywotko e di Mahieddine Khalef, si aggiudicò sei titoli dal 1980 al 1989, oltre a due secondi posti, un terzo posto (nove podi in dieci anni), tre Coppe d'Algeria (due i double campionato-coppa) e due Coppe dei Campioni d'Africa. La squadra fu soprannominata Jumbo Jet per sottolinearne la grandezza. L'unica vera rivale del JET fu l'MP Oran, nuovo nome dell'MC Oran, giunto al successo nel 1987-1988 e piazzatosi secondo per tre volte nel decennio. Degne di nota sono anche l'affermazione del GCR Mascara, che nel 1983-1984 vinse il titolo, e quella dell'RC Kouba, all'epoca RS Kouba, che vinse il primo titolo della sua storia nel 1980-1981, dopo i secondi posti del 1966-1967 e del 197-1975. L'altro titolo del decennio, quello del 1986-1987, fu vinto dall'ES Sétif, all'epoca EP Setif.
Gli anni '90, inaugurati con la vittoria della nazionale algerina nell'edizione casalinga della Coppa d'Africa, non videro una dominatrice e furono caratterizzati da molte "prime volte" per varie compagini. Due furono le vittorie dell'MC Oran, per altro consecutive (quarto club algerino a riuscire nell'impresa), e due quelle della JS Kabylie (che nel 1994-1995 si aggiudicò anche la Coppa d'Algeria e la Coppa delle Coppe d'Africa), mentre ci fu un successo a testa per MO Constantine (prima volta), CS Constantine (prima volta), US Chaouia (al suo primo successo, secondo club rappresentante l'etnia berbera dopo la JS Kabylie a vincere il titolo), USM Alger (che attendeva il titolo dal 1962-1963), USM El Harrach, MC Alger. In questo decennio l'MC Oran ottenne anche tre secondi posti consecutivi, dal 1995 al 1997, e a livello internazionale si impose per una volta nella coppa nazionale, per due volte di fila nella Coppa dei Campioni araba e una volta nella Supercoppa araba.
In questo decennio molti dei club riadottarono il proprio nome originario, abbandonando quelli dettati da ragioni di sponsorizzazione. Nel 1997-1998 il campionato fu inoltre riorganizzato in due gruppi da otto squadre ciascuno e nel 1998-1999 in due raggruppamenti da quattordici squadre. Questa formula prevedeva dunque la disputa di play-off.
Il primo decennio degli anni 2000 fu segnato dall'alternanza, che portò al successo CR Belouizdad (due titoli), USM Alger (tre titoli), JS Kabylie (due titoli) e ES Sétif (due titoli). L'ES Sétif fu la squadra egemone nel decennio dal 2010 al 2020, con quattro titoli, mentre tre furono i successi dell'USM Alger. Il terzo decennio del secondo millennio si aprì con quattro vittorie consecutive del CR Belouizdad, seguite dall'affermazione dell'MC Alger.

## Squadre
Stagione 2024-2025.
| Stadio          | Città      | Stadio                        | Capienza |
| --------------- | ---------- | ----------------------------- | -------- |
| ASO Chlef       | Chlef      | Stadio Tahar Zoughari         | 30 000   |
| CR Belouizdad   | Algeri     | Stadio 20 agosto 1955         | 10 000   |
| CS Constantine  | Costantina | Stadio Chahid Hamlaoui        | 13 000   |
| ES Mostaganem   | Mostaganem | Stadio Mohamed Bensaïd        | 18 000   |
| ES Sétif        | Sétif      | Stadio 8 maggio 1945          | 25 000   |
| JS Kabylie      | Tizi Ouzou | Stadio Hocine Aït Ahmed       | 20 000   |
| JS Saoura       | Béchar     | Stadio 20 agosto 1955         | 20 000   |
| MC Alger        | Algeri     | Stadio Ali La Pointe          | 12 000   |
| MC El Bayadh    | El Bayadh  | Stadio Zakaria Medjdoub       | 15 000   |
| MC Oran         | Orano      | Stadio Miloud Hadefi          | 40 000   |
| NC Magra        | Magra      | Stadio Fratelli Boucheligue   | 8 000    |
| Olympique Akbou | Akbou      | Stadio dell'unità del Maghreb | 17 500   |
| Paradou AC      | Algeri     | Stadio Omar Benrabah          | 8 000    |
| US Biskra       | Biskra     | Stadio 18 febbraio            | 24 000   |
| USM Alger       | Algeri     | Stadio Omar Benrabah          | 8 000    |
| USM Khenchela   | Khenchela  | Stadio Amar Hamam             | 5 000    |

## Albo d'oro

### Dopo l'indipendenza
Lista delle squadre vincitrici del campionato algerino in seguito all'indipendenza.
- 1962-1963:  USM Alger
- 1963-1964:  USM Annaba
- 1964-1965:  CR Belcourt
- 1965-1966:  CR Belcourt
- 1966-1967:  NA Hussein Dey
- 1967-1968:  ES Sétif
- 1968-1969:  CR Belcourt
- 1969-1970:  CR Belcourt
- 1970-1971:  MC Oran
- 1971-1972:  MC Alger
- 1972-1973:  JS Kabylie
- 1973-1974:  JS Kabylie
- 1974-1975:  MC Alger
- 1975-1976:  MC Alger
- 1976-1977:  JS Kawkabi
- 1977-1978:  MC Alger
- 1978-1979:  MC Alger
- 1979-1980:  JE Tizi-Ouzou
- 1980-1981:  RC Kouba
- 1981-1982:  JE Tizi-Ouzou
- 1982-1983:  JE Tizi-Ouzou
- 1983-1984:  GCR Mascara
- 1984-1985:  JE Tizi-Ouzou
- 1985-1986:  JE Tizi-Ouzou
- 1986-1987:  ES Sétif
- 1987-1988:  MC Oran
- 1988-1989:  JE Tizi-Ouzou
- 1989-1990:  JS Kabylie
- 1990-1991:  MO Constantine
- 1991-1992:  MC Oran
- 1992-1993:  MC Oran
- 1993-1994:  US Chaouia
- 1994-1995:  JS Kabylie
- 1995-1996:  USM Alger
- 1996-1997:  CS Constantine
- 1997-1998:  USM El Harrach
- 1998-1999:  MC Alger
- 1999-2000:  CR Belouizdad
- 2000-2001:  CR Belouizdad
- 2001-2002:  USM Alger
- 2002-2003:  USM Alger
- 2003-2004:  JS Kabylie
- 2004-2005:  USM Alger
- 2005-2006:  JS Kabylie
- 2006-2007:  ES Sétif
- 2007-2008:  JS Kabylie
- 2008-2009:  ES Sétif
- 2009-2010:  MC Alger
- 2010-2011:  ASO Chlef
- 2011-2012:  ES Sétif
- 2012-2013:  ES Sétif
- 2013-2014:  USM Alger
- 2014-2015:  ES Sétif
- 2015-2016:  USM Alger
- 2016-2017:  ES Sétif
- 2017-2018:  CS Constantine
- 2018-2019:   USM Alger
- 2019-2020:   CR Belouizdad[2]
- 2020-2021:  CR Belouizdad
- 2021-2022:  CR Belouizdad
- 2022-2023:  CR Belouizdad
- 2023-2024:  MC Alger
- 2024-2025:  MC Alger

## Vittorie per squadra
| Squadra          | Vittorie | Secondi posti | Anni vittorie                                                                      |
| ---------------- | -------- | ------------- | ---------------------------------------------------------------------------------- |
| JS Kabylie       | 14       | 13            | 1973, 1974, 1977, 1980, 1982, 1983, 1985, 1986, 1989, 1990, 1995, 2004, 2006, 2008 |
| CR Belouizdad    | 10       | 5             | 1965, 1966, 1969, 1970, 2000, 2001, 2020, 2021, 2022, 2023                         |
| MC Alger         | 9        | 3             | 1972, 1975, 1976, 1978, 1979, 1999, 2010, 2024, 2025                               |
| ES Sétif         | 8        | 4             | 1968, 1987, 2007, 2009, 2012, 2013, 2015, 2017                                     |
| USM Alger        | 8        | 4             | 1963, 1996, 2002, 2003, 2005, 2014, 2016, 2019                                     |
| MC Oran          | 4        | 9             | 1971, 1988, 1992, 1993                                                             |
| CS Constantine   | 2        | 2             | 1997, 2018                                                                         |
| NA Hussein Dey   | 1        | 5             | 1967                                                                               |
| USM El Harrach   | 1        | 3             | 1998                                                                               |
| RC Kouba         | 1        | 1             | 1981                                                                               |
| MO Constantine   | 1        | 1             | 1991                                                                               |
| ASO Chlef        | 1        | 1             | 2011                                                                               |
| USM Annaba       | 1        | -             | 1964                                                                               |
| GCR Mascara      | 1        | -             | 1984                                                                               |
| US Chaouia       | 1        | -             | 1994                                                                               |
| JSM Béjaïa       | -        | 2             | -----                                                                              |
| MSP Batna        | -        | 1             | -----                                                                              |
| ES Guelma        | -        | 1             | -----                                                                              |
| ASM Oran         | -        | 1             | -----                                                                              |
| JS Bordj Ménaïel | -        | 1             | -----                                                                              |
| USM Blida        | -        | 1             | -----                                                                              |
| MO Béjaïa        | -        | 1             | -----                                                                              |